# Actinobole
Actinobole Fenzl ex Endl. – rodzaj roślin z rodziny astrowatych (Asteraceae). Obejmuje 4 gatunki. 

## Systematyka
Pozycja według APweb (aktualizowany system APG III z 2009)
Jeden z rodzajów plemienia Gnaphalieae z podrodziny Asteroideae w obrębie rodziny astrowatych (Asteraceae) z rzędu astrowców (Asterales) należącego do dwuliściennych właściwych.
Wykaz gatunków
- Actinobole condensatum (A.Gray) P.S.Short
- Actinobole drummondiana P.S.Short
- Actinobole oldfieldiana P.S.Short
- Actinobole uliginosum (A.Gray) H.Eichler